# Inopacan
Inopacan ist eine philippinische Stadtgemeinde in der Provinz Leyte. Sie hat 20.550 Einwohner (Zensus 1. August 2015).

## Baranggays
Inopacan ist politisch in 20 Baranggays unterteilt.
| - Apid - Cabulisan - Caminto - Can-angay - Caulisihan - Conalum - De los Santos (Mahilum) - Esperanza - Guadalupe - Guinsanga-an | - Hinabay - Jubasan - Linao - Macagoco - Maljo - Marao - Poblacion - Tahud - Taotaon - Tinago |

## Sehenswürdigkeiten

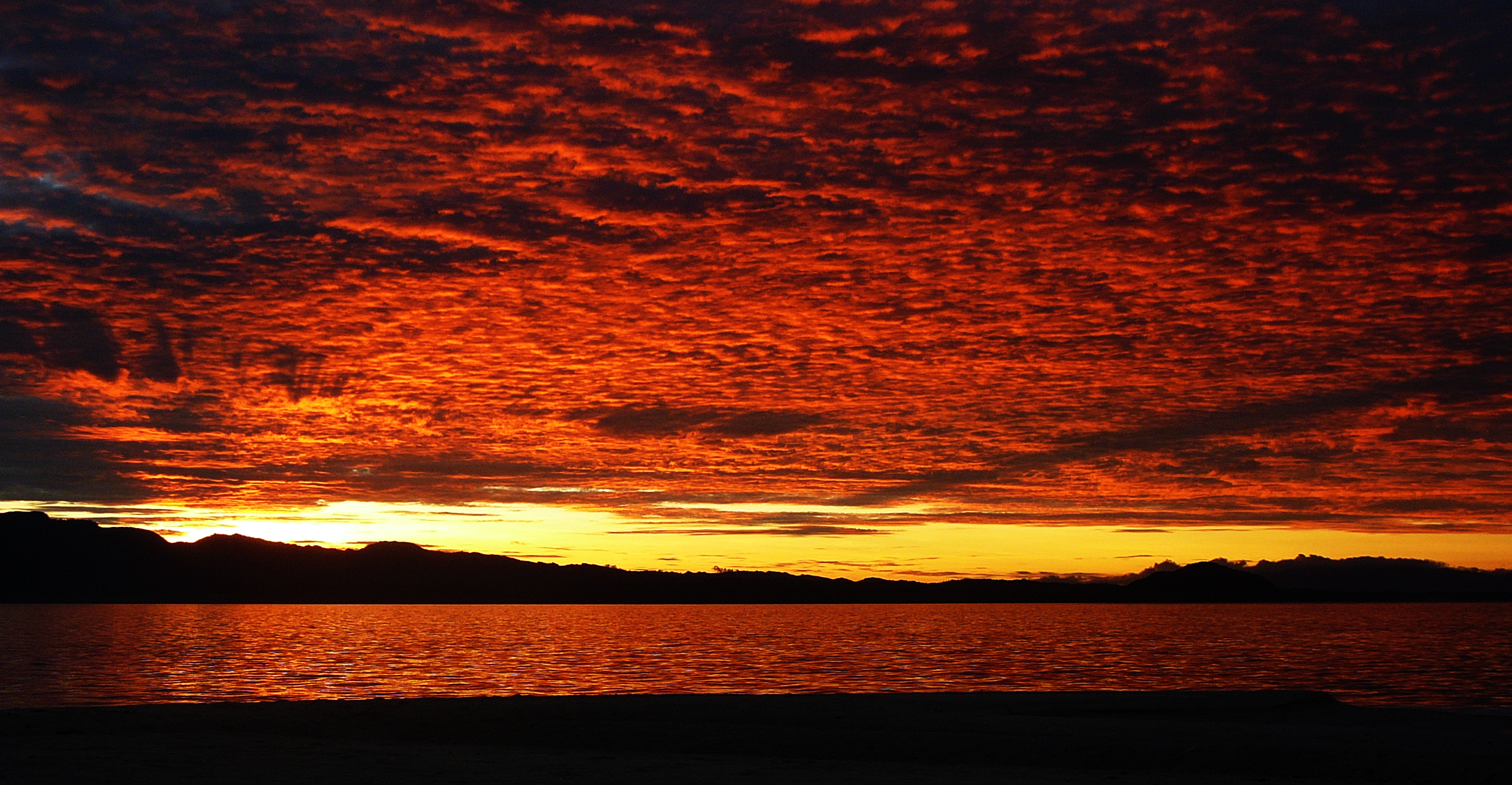
Sonnenuntergang vom Strand einer der Inseln

Drei der vier Inseln der Inselgruppe Cuatro Islas (zu deutsch: „4 Inseln“) gehören zum Verwaltungsgebiet von Inopacan. Diese sind touristisch bereits recht erschlossen und laden zum Schnorcheln, Tauchen oder einfach nur am Sandstrand liegen ein. Bootstouren auf und zwischen den Inseln werden vom örtlichen Touristenbüro organisiert. Auch wenn aufgrund des zerstörerischen Dynamitfischens die Unterwasserwelt sehr gelitten hat, sind in Inselnähe bereits wieder erste verschiedene Korallenarten zu entdecken. Besondere Vorsicht ist bei Dornenkronenseesternen geboten, die vereinzelt in seichtem Wasser zu finden sind.